# Kršelci
Kršelci, hrvatsko srednjovjekovno pleme u županiji Bužani u Lici, koje se spominje u izvorima u 15. stoljeću. Imali su pravo sudjelovanja u radu županijskog sudbenog stola, a vjerojatno su od kraja 14. stoljeća obnašali i dužnost župana. Naseljavali su mjesta Gvoznicu i Humčane. Loze (hiže) iz roda kršelaca bile su Satničići, Petričići, Radovčići, Vojnići, Dujmovići, Mirojići i Sultići iz Gvoznice te Širinići, Vukšići, Zoranići, Surlići i Brujanići iz Humčana.

## Vanjske poveznice
- Kršelci Hrvatska enciklopedija
- Kršelci Proleksis enciklopedija
- Kršelci Hrvatski biografski leksikon